# Isle of Ely
Isle of Ely er en historisk region omkring byen Ely i Cambridgeshire, England. Mellem 1889 og 1965 var det et administrativt county.
Indtil 1600-tallet var området en ø, der var omgivet af et stort område af fenland, der var en sump. Den var et eftertragtet område, da det var nemt at forsvar, og tidligt i middelalderen blev den kontrolleret af den angelsaksiske stammer Gyrwas. Ved deres bryllup i 652 gav Tondbert, prins af Gyrwas, Isle of Ely til Æthelthryth (der blev til sankt Æthelthryth), datter af kong Anna af the East Angles. Efter hans død grundlagde hun et kloster på Ely, der blev ødelagt af vikinger i 870, men det blev genopført og blev den berømte Abbey og Shrine.